# Aartsbisdom Melbourne

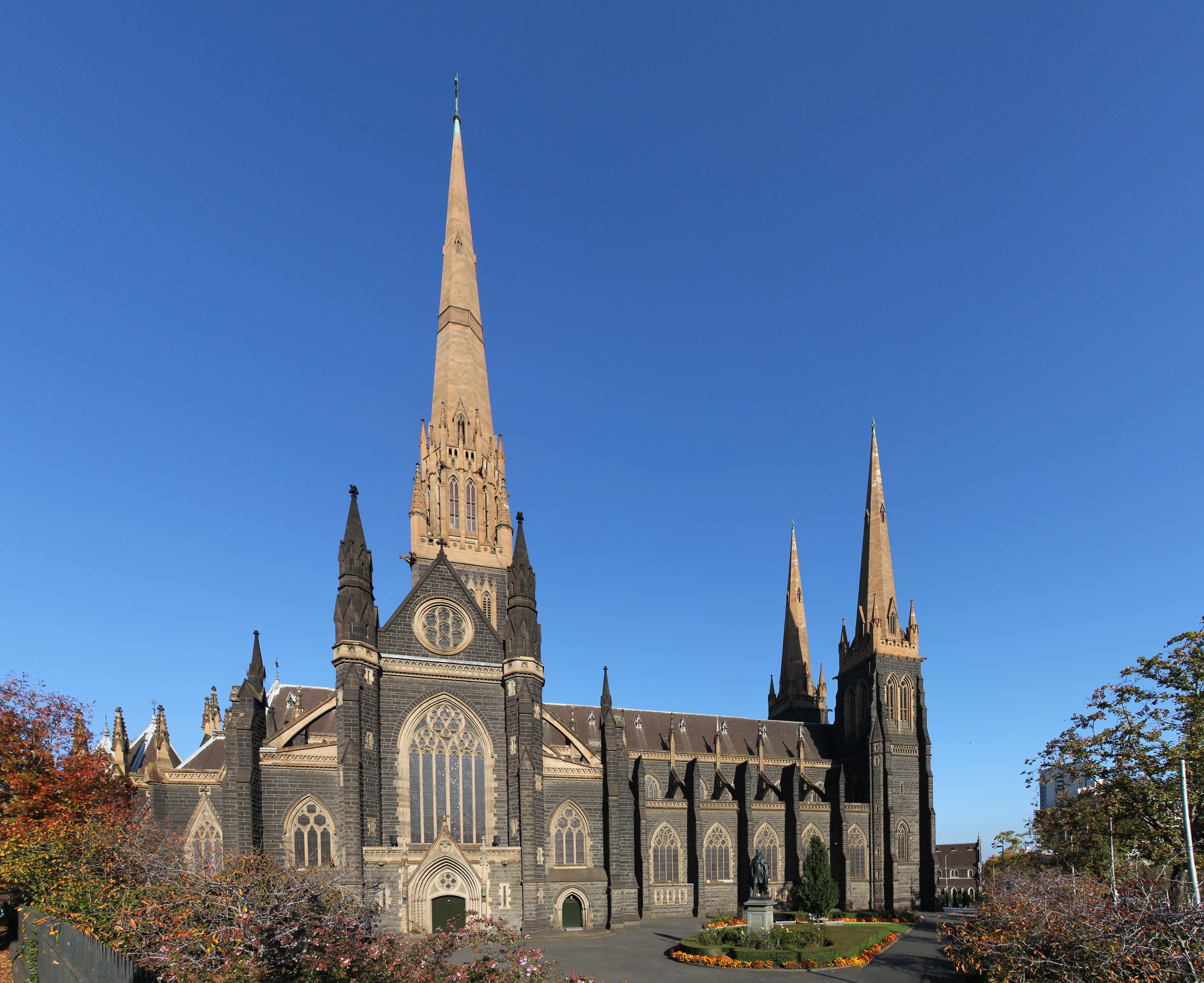
Kathedraal van Melbourne

Het aartsbisdom Melbourne (Latijn: Archidioecesis Melburnensis; Engels: Archdiocese of Melbourne) is een metropolitaan aartsbisdom van de Rooms-Katholieke Kerk in Australië.

## Organisatie
De zetel van het aartsbisdom is in de stad Melbourne. De aartsbisschop van Melbourne is metropoliet van de kerkprovincie Melbourne, waartoe ook de volgende suffragane bisdommen behoren:
- Bisdom Sale
- Bisdom Sandhurst
- Bisdom Ballarat
- Oekraïens-Katholieke eparchie H. Petrus en Paulus

## Geschiedenis
Het bisdom Melbourne werd op 25 juni 1847 opgericht uit een deel van het aartsbisdom Sydney. In 1874 werden hiervan weer de bisdommen Ballarat en Sandhurst afgesplitst.
Op 31 maart van dat jaar werd Melbourne verheven tot aartsbisdom. In 1887 werd het bisdom Sale afgesplitst. In 1982 werd de Oekraïens-Katholieke eparchie H. Petrus en Paulus toegevoegd aan de kerkprovincie.

### Aartsbisschoppen
- 1847-1886: James Alypius Goold OSA (tot 1874 bisschop)
- 1886-1917: Thomas Joseph Carr
- 1917-1963: Daniel Mannix
- 1963-1967: Justin Daniel Simonds
- 1967-1974: James Robert Knox (vervolgens curiekardinaal)
- 1974-1996: Thomas Francis Little
- 1996-2001: George Pell (vervolgens aartsbisschop van Sydney)
- 2001-2018: Denis Hart
- 2018-heden Peter Andrew Comensoli